# Stiphropella
Stiphropella là một chi nhện trong họ Thomisidae.